# The Car Is on Fire
The Car Is on Fire – polski zespół rockowy, założony w Warszawie. Nazwa zespołu wzięła się z pierwszych słów utworu The Dead Flag Blues z albumu F♯A♯∞ grupy Godspeed You! Black Emperor.

## Historia
Zespół powstał na początku 2002 roku, w 2003 zaczął grać pierwsze koncerty. Twórczość zespołu dostrzegła wytwórnia EMI Music Poland, czego efektem było podpisanie w marcu 2005 roku kontraktu fonograficznego. Pismo "Przekrój" określiło podpisanie kontraktu przez EMI Music Poland z The Car Is on Fire mianem „najlepszej decyzji całego polskiego przemysłu fonograficznego ostatnich lat”. Latem tego samego roku grupa wystąpiła na Przystanku Woodstock, a debiutancki album zebrał wiele pochlebnych recenzji (m.in. Gazeta Wyborcza, Newsweek, Aktivist, Teraz Rock, Lampa). Album ze względu na swoje garażowe brzmienie, został uznany za początek nurtu muzyki dance punk w Polsce. Rozgłos płyty zaprowadził TCIOF na sceny prestiżowych festiwali muzycznych (m.in. Nowe Horyzonty, „Teraz Młodzi” w Jarocinie).
17 listopada 2006 ukazał się drugi album Lake & Flames, wyprodukowany przez Leszka Biolika – czołowego polskiego producenta muzyki pop, który nadał płycie bardziej eklektycznego brzmienia. Płyta została doceniona przez media, m.in. Przekrój (pierwsze miejsce w podsumowaniu rocznym redakcji), Dziennik, Machina, Gazeta Wyborcza, Rzeczpospolita, Teraz Rock, Wprost, Polityka.
Ogłoszona została również najlepszą polską płytą roku według słuchaczy Programu Trzeciego Polskiego Radia. W tym samym plebiscycie singiel „Can’t Cook (Who Cares?)" został wybrany singlem roku. Zespół nominowano do nagrody Fryderyk 2006 w następujących kategoriach: Album Roku Muzyka Alternatywna (w której zwyciężył), Grupa Roku, Wideoklip Roku, Produkcja Muzyczna Roku. Te wyróżnienia doprowadziły do występu grupy na dużej scenie Open’er Festival w 2007, przed występem formacji Sonic Youth, jak i do supportowania Sinéad O’Connor na festiwalu Malta w Poznaniu. Krótko po tych występach grupę opuścił Borys Dejnarowicz, a jego miejsce zajął multiinstrumentalista Michał Pruszkowski.
Lata 2007 i 2008 to okres koncertowania po Polsce i Europie, na takich festiwalach jak: Glastonbury Festival, Coke Live Music Festival, La Pampa w Niemczech czy Hodokvas na Słowacji. Dyskografią zespołu zainteresowała się wytwórnia Thistime Records i wkrótce obydwa dotychczasowe albumy ukazały się na japońskim rynku muzycznym. Pod koniec roku 2008, z zespołu odszedł Michał Pruszkowski, zaczął też powstawać materiał na trzeci album w 3-osobowym składzie (Jakub Czubak, Krzysztof Halicz, Jacek Szabrański).
Na początku 2009 roku The Car Is on Fire udali się do Soma Electronic Music Studios w Chicago aby tam nagrać swój kolejny album, Ombarrops!. Producentem został wybrany John McEntire, legenda amerykańskiej muzyki post-rockowej, lider zespołu Tortoise, producent m.in. Stereolab i Broken Social Scene. Album wydano 22 maja 2009, w tym samym czasie grupa rozpoczęła swoją trasę koncertową promującą krążek, powracając na takie festiwale jak Open’er Festival czy Off Festival, oraz grając w wielu klubach w całej Polsce i występując w koncertowej transmisji na żywo w Studio im. Agnieszki Osieckiej. Na koncertach trio występuje w składzie poszerzonym o dwóch muzyków: Krzysztofa Nowickiego (gitara) i Piotra Piechotę (klawisze, perkusjonalia).
7 października 2009 album Ombarrops! ukazał się również w Japonii, gdzie był promowany 10-koncertową trasą po kraju. Jednocześnie zespół rozpoczął cyfrową dystrybucję swojej dyskografii w innych krajach: Stanach Zjednoczonych, Wielkiej Brytanii i Niemczech, dzięki czemu zaczął być dostrzegany przez zagraniczną społeczność blogową. W maju 2010, The Car Is on Fire wykonali 2 showcase'y na brytyjskim The Great Escape Festival, gromadzącym czołowych przedstawicieli tamtejszej branży muzycznej.
W sierpniu 2013 r. zespół oficjalnie ogłosił koniec swojej działalności.

## Dyskografia
| Rok  | Tytuł                                                               |
| ---- | ------------------------------------------------------------------- |
| 2005 | The Car Is on Fire - Data: 21 maja 2005 - Wydawca: EMI Music Poland |
| 2006 | Lake & Flames - Data: 17 listopada 2006 - Wydawca: EMI Music Poland |
| 2009 | Ombarrops! - Data: 22 maja 2009 - Wydawca: EMI Music Poland         |

### Single
| Rok  | Tytuł                   | Pozycja na liście |
| Rok  | Tytuł                   | LP3               |
| ---- | ----------------------- | ----------------- |
| 2006 | Can’t Cook (Who Cares?) | 9                 |
| 2007 | Neyorkewr               | 14                |
| 2009 | Ombarrops!              | 44                |

## Teledyski
- Cranks
- Miniskirt
- Can’t Cook (Who Cares?)
- Neyorkewr
- Oh, Joe
- Ombarrops!

## Nagrody
- 2005 – Nagroda na Festiwalu Polskich Wideoklipów Yach Film w 2005 roku w kategorii Montaż za teledysk do utworu Cranks dla Grzegorza Nowińskiego.
- 2006 – Nagroda roku 2006 w kategorii Pop/Rock przyznana przez czasopismo Hi–Fi i Muzyka dla albumu Lake & Flames.
- 2006 – Pierwsze miejsce w plebiscycie audycji Program alternatywny radiowej Trójki w kategorii Polskie płyty 2006 za album Lake & Flames i pierwsze miejsce w kategorii Piosenki polskie 2006 za utwór Can’t Cook (Who Cares?).
- 2006 – Pierwsze miejsce w podsumowaniu tygodnika Przekrój Płyty roku 2006 w kategorii Polska dla albumu Lake & Flames.
- 2006 – Pierwsze miejsce w podsumowaniu czytelników serwisu internetowego Screenagers.pl Najlepsze płyty roku 2006 dla albumu Lake & Flames.
- 2007 – Fryderyk w kategorii Album Roku – Muzyka Alternatywna za album Lake & Flames.
- 2007 – Nagroda na Festiwalu Polskich Wideoklipów Yach Film w 2007 roku w kategorii Reżyseria za teledysk do utworu Can’t Cook (Who Cares?) dla Grzegorza Nowińskiego oraz w kategorii Plastyczna aranżacja przestrzeni za teledysk do utworu Oh, Joe dla Grzegorza Nowińskiego.
- 2007 Udział w polskiej preselekcji nagrody New Sounds of Europe podczas MTV Europe Music Awards
- 2009 – album Ombarrops! płytą roku serwisu Spinner
- 2010 – album Lake & Flames oraz singiel Can’t Cook (Who Cares?) pośród najlepszych albumów ubiegłej dekady, według redakcji serwisu Screenagers.pl